# 西山 (海宁)
西山又名紫微山（“微”或作“薇”），位于中国浙江省嘉兴海宁市硖石街道西山公园内，传唐代中书舍人白居易任杭州刺史时曾登此山望硖石湖，中书省又名紫微省，故名紫微山，又因位于原硖石镇之西，与东山（沈山）并峙，故名西山。山高46米，其上有白水泉、烟霞洞、八仙台、紫微阁、徐志摩墓和钱君匋墓等，山南麓有惠力寺（西山在宋代亦称惠力寺山，即以寺名），西麓有钱君匋艺术研究馆。